# Leucania nainica
Leucania nainica là một loài bướm đêm trong họ Noctuidae.